# Konservativ liberalism
Konservativ liberalism är en högerinriktning inom liberalismen som kombinerar liberala idéer med konservativa ståndpunkter. Den betonar ekonomisk frihet, minskad statsmakt (i kontrast till socialliberalism), fokus på individuella, negativa rättigheter, brotts- och terrorbekämpning samt aktiv utrikespolitik.
Konservativ liberalism vill även uppvärdera civilsamhället som avgörande för förverkligandet av det goda samhället och som bärare av sociala skyddsnät som annars i socialliberala och socialdemokratiska perspektiv skulle garanteras av staten, exempelvis arbetslöshetsförsäkring, allmän sjukförsäkring och arbetsskyddslagar.

## Relation till andra riktningar
Konservativ liberalism skiljer sig från liberalkonservatism genom att den i grunden utgår ideologiskt från liberalismen och inte konservatismen, och därför trots inslag av konservativa värderingar ytterst betonar individuella rättigheter framför kollektiva.

## Politiska partier med konservativt liberala inslag[enligt vem?]
Inom Europeiska unionen företräds ideologin främst av Alliansen liberaler och demokrater för Europa (ALDE).[källa behövs]
| - Atassut, Grönland - Centerpartiet, Sverige - Folkpartiet för frihet och demokrati, Nederländerna - Forza Italia, Italien - Kroatiska socialliberala partiet, Kroatien - Liberala partiet, Moldavien - Liberalerna, Sverige | - Moderaterna, Sverige - Nationalliberala partiet, Rumänien - Nationella liberala partiet, Libanon - Partido Popular, Spanien - Republikanerna, Frankrike - Sambandsflokkurin, Färöarna - Venstre, Danmark |